# Verknė
Verknė je řeka v Litvě, v okresech Trakai a Prienai. Pramení pod názvem Galaverknė v okrese Trakai, 5 km na západ od města Rūdiškės, u vsi Galaverknis v západním okraji lesa Pribonių miškas, na území ChKO Aukštadvario regioninis parkas. Pod názvem Galaverknė teče směrem západojihozápadním, protéká bažinami, jedním menším jezírkem a dalším větším jezerem u vsi Antakalnis (ve které je letiště klubu "Aerodream") a vzápětí protéká dalším jezerem Vilkošnis. Do jezera Vilkošnis se vlévá Samė. Po průtoku jezerem Vilkošnis se název mění na Verknė a směr toku na severozápad. Dále protéká pěti menšími jezírky (mezi nimi Gilužio ežeras a Gilindžio ežeras), dále jezery Aukštadvarské přehrady: Sienis, spojenými jezery Negasčius, Baluosys, Žemkelis a Nava, část původního koryta pod jezerem Nava u silnice Aukštadvaris – Onuškis byla hydrotechnicky uzavřena; dále jezery bezejmenným, Babrukas, za kterým se stáčí na jih, po soutoku s říčkou Strūzda se stáčí na západ a silně meandruje drobnými kličkami až k Jundeliškėskému rybníku. Za ní se klikatí již poměrně širšími kličkami až do svého ústí ve směru celkově severozápadním. Ústí do řeky Němen, 2 km na severovýchod od města Birštonas. V posledních 2 km je hladina řeky vzduta vlivem Kaunaské přehrady.

## Základní údaje
Délka: 77,1 km, plocha povodí: 727,5 km², průměrný průtok: 5,69 m³/s (u Verbyliškėsu je průměrný průtok 5,55 m³/s, maximální je 116 m³/s, minimální: 0,2 m³/s), průměrný spád: 130 cm/km, průměrná šířka koryta je 10 – 25 m, průměrná rychlost toku je 0,3 – 0,5 m/s (největší (u Aukštadvarisu, Verbyliškėsu, Medeikoniů) je 1 m/s). Řeka zamrzá většinou koncem prosince, led se drží průměrně 85 dní v roce.

### Rozložení ročního průtoku
- Jaro – 35 %
- léto – 18 %
- podzim – 20 %
- zima – 27 %

Při jarních povodních hladina stoupá průměrně o 1,3 m nad normál.

### Charakteristika povodí
V povodí Verknė je kolem 80 jezer, jezernatost činí 2 % plochy povodí. Mokřady zaujímají 12 % plochy povodí, lesy 13 %. V povodí horního toku je velké množství podzemních pramenů.

### Přehrady
Přehrady jsou na řece tři:
- Aukštadvarská přehrada s vodní elektrárnou (od roku 1960, plocha 293 ha), mezi 61,5 km a 55,3 km (hráz) od ústí
- menší rybník (nezjištěného názvu) na 12,4 km (hráz) od ústí
- Rybník v Jundeliškės (od roku 1958, plocha 22 ha), mezi 11,7 km a 9,2 km (hráz) od ústí

### Hlásný profil
Hlásný profil je ve vsi Verbyliškės, 13,7 km) od ústí.

## Rezervace, chráněné krajinné oblasti
Horní tok protéká Chráněnou krajinnou oblastí Aukštadvario regioninis parkas, dolní tok – ChKO Nemuno kilpų regioninis parkas, kromě toho úsek mezi Aukštadvarskou přehradou a ústím Adinčiavy spadá do Ichtyologické rezervace řeky Verknė

## Přítoky
Levé:
| Hydrologické pořadí | Řeka      | Délka (km) | Povodí (km²) | Vzdálenost od ústí (km) | Ústí kde            | Koordináty ústí                  |
| ------------------- | --------- | ---------- | ------------ | ----------------------- | ------------------- | -------------------------------- |
| 10011052            | Samė      | 3,2        | 15,0         |                         | jezero Vilkošnis    | 54°30′17″ s. š., 24°40′14″ v. d. |
| 10011057            | Strūzda   | 10,2       | 32,3         | 52,0                    | Peteriškės          | 54°32′50″ s. š., 24°30′49″ v. d. |
| 10011061            | Samė      | 12,1       | 58,7         | 46,2                    | Gudžionys           | 54°32′23″ s. š., 24°27′36″ v. d. |
| 10011064            | V – 7     | 2,4        | 7,1          | 45,8                    |                     |                                  |
| 10011066            | Adinčiava | 6,2        | 8,5          | 42,0                    |                     | 54°32′35″ s. š., 24°25′18″ v. d. |
| 10011068            | Vapsa     | 18,8       | 103,8        | 36,4                    | Popsys              | 54°32′55″ s. š., 24°22′37″ v. d. |
| 10011073            | Obeltis   | 9,6        | 17,6         | 27,1                    |                     | 54°34′19″ s. š., 24°17′48″ v. d. |
| 10011101            | Pavaria   | 5,7        | 9,5          | 17,6                    | Karveliškės/Truncos | 54°34′20″ s. š., 24°12′28″ v. d. |
| 10011102            | Dindžiakė | 10,0       | 20,0         | 15,5                    | Kurmoniškės/Truncos | 54°34′16″ s. š., 24°11′7″ v. d.  |
| 10011106            | V – 5     | 2,6        | 1,7          | 12,8                    |                     |                                  |
| 10011107            | V – 3     | 2,3        | 5,1          | 8,3                     |                     |                                  |
| 10011108            | V – 1     | 5,1        | 4,6          | 6,2                     |                     |                                  |

Pravé:
| Hydrologické pořadí | Řeka    | Délka (km) | Povodí (km²) | Vzdálenost od ústí (km) | Ústí kde   | Koordináty ústí                  |
| ------------------- | ------- | ---------- | ------------ | ----------------------- | ---------- | -------------------------------- |
| 10011058            | Balina  | 3,6        | 13,5         | 48,0                    |            | 54°32′54″ s. š., 24°28′13″ v. d. |
| 10011065            | V – 6   | 2,6        | 1,7          | 43,4                    |            |                                  |
| 10011067            | Kamarka | 4,8        | 8,7          | 41,7                    |            | 54°32′39″ s. š., 24°25′13″ v. d. |
| 10011071            | Lielelė | 6,5        | 12,3         | 34,5                    | Popsys     | 54°33′13″ s. š., 24°21′55″ v. d. |
| 10011072            | Guostė  | 13,0       | 34,5         | 29,9                    | Lielionys  | 54°34′16″ s. š., 24°19′31″ v. d. |
| 10011083            | Alšia   | 36,3       | 137,8        | 25,0                    | Pakrovai   | 54°34′20″ s. š., 24°16′35″ v. d. |
| 10011096            | Svėdubė | 9,1        | 21,5         | 20,5                    | Pikelionys | 54°34′39″ s. š., 24°14′7″ v. d.  |
| 10011099            | V – 4   | 3,2        | 10,4         | 18,7                    | Pikelionys | 54°34′32″ s. š., 24°13′10″ v. d. |
| 10011109            | V – 2   | 2,4        | 1,8          | 6,0                     |            |                                  |

Verknė má ještě nemálo dalších, málo významných nebo neznámých drobných přítoků.

## Obce při řece
- V okrese Trakai: Galaverknis, Žydkaimis, Antakalnis, Grendavė, Žuklijai, Žalioji, Jankovicai, Tolkiškės, Karaliūnai, Derionys, Vladislava, Nikronys, Aukštadvaris, Nekrašiškės, Totoriškės, Zabarauskai, Gudžionys, Kareiviškės, Šadžiūnai
- V okrese Prienai: Jarmališkės, Vydžionys, Stanuliškės, Popsys, Gripiškės, Lielionys, Pakrovai, Pikelionys, Kadikai, Truncos, Verbyliškės, Jundeliškės, Kukiškės, Babronys, Paverkniai, Medeikonys